# يوسوكي كاواماتا
يوسوكي كاواماتا (باليابانية: 川股 要佑) (14 ديسمبر 1985 في طوكيو في اليابان – )؛ هو لاعب كرة قدم سابق كان يلعب كمدافع.